# (7192) Cieletespace
(7192) Cieletespace (1993 RY1) – planetoida z grupy pasa głównego asteroid okrążająca Słońce w ciągu 5,65 lat w średniej odległości 3,17 j.a. Odkryta 12 września 1993 roku.